# ITF Prag-2
Das ITF Prag-2 (offiziell: Kuchyně Gorenje Prague Open) ist ein Tennisturnier der ITF Women’s World Tennis Tour, das in Prag, Tschechien ausgetragen wird.

## Siegerliste

### Einzel
| Jahr                   | Siegerin         | Finalgegnerin        | Ergebnis         |
| ---------------------- | ---------------- | -------------------- | ---------------- |
| ↓ Kategorie: $10.000 ↓ |                  |                      |                  |
| 2014                   | Jesika Malečková | Zuzana Zálabská      | 6:3, 7:66        |
| 2015                   | Patty Schnyder   | Zuzana Luknárová     | 6:1, 6:2         |
| 2016                   | Petra Krejsová   | Miriam Kolodziejová  | 7:5, 7:64        |
| ↓ Kategorie: $15.000 ↓ |                  |                      |                  |
| 2017                   | Alice Ramé       | Magali Kempen        | 6:4, 5:4 Aufgabe |
| 2018                   | Julyette Steur   | Magdaléna Pantůčková | 7:65,7:63        |
| ↓ Kategorie: W25 ↓     |                  |                      |                  |
| 2019                   | Jesika Malečková | Cindy Burger         | 6:1, 6:2         |
| 2020                   | Jana Čepelová    | Renata Zarazúa       | 6:4, 7:64        |
| ↓ Kategorie: W60 ↓     |                  |                      |                  |
| 2021                   | Magdalena Fręch  | Tereza Smitková      | 6:2, 6:1         |
| 2022                   | Réka Luca Jani   | Noma Noha Akugue     | 6:3, 7:64        |
| 2023                   | Andreea Mitu     | Sára Bejlek          | 7:61, 2:6, 6:3   |

### Doppel
| Jahr                   | Siegerinnen                            | Finalgegnerinnen                           | Ergebnis          |
| ---------------------- | -------------------------------------- | ------------------------------------------ | ----------------- |
| ↓ Kategorie: $10.000 ↓ |                                        |                                            |                   |
| 2014                   | Petra Krejsová Zuzana Luknárová        | Lenka Jará Karolína Stuchlá                | 4:6, 6:3, [10:6]  |
| 2015                   | Zuzana Luknárová Laura Pigossi         | Jana Jablonovská Vendula Žovincová         | 6:3, 6:74, [10:6] |
| 2016                   | Laura-Ioana Paar Sarah-Rebecca Sekulic | Miriam Kolodziejová Vendula Žovincová      | 6:4, 6:2          |
| ↓ Kategorie: $15.000 ↓ |                                        |                                            |                   |
| 2017                   | Kristýna Hrabalová Nikola Tomanová     | Anastasia Dețiuc Johana Marková            | 6:1, 6:3          |
| 2018                   | Karolína Kubáňová Nikola Tomanová      | Petra Januskova Julyette Steur             | 4:6, 6:3, [10:7]  |
| ↓ Kategorie: W25 ↓     |                                        |                                            |                   |
| 2019                   | Anastasia Dețiuc Johana Marková        | Jekaterina Kasionowa Anastassija Komardina | 6:1, 6:3          |
| 2020                   | Anastasia Dețiuc Johana Marková        | Sofia Sewing Katie Volynets                | 6:2, 6:1          |
| ↓ Kategorie: W60 ↓     |                                        |                                            |                   |
| 2021                   | Miriam Kolodziejová Jesika Malečková   | Kanako Morisaki Erika Sema                 | 6:3, 1:6, [10:2]  |
| 2022                   | Julia Lohoff Elixane Lechemia          | Linda Klimovičová Dominika Šalková         | 7:5, 7:5          |
| 2023                   | Martyna Kubka Schibek Qulambajewa      | Angelica Moratelli Camilla Rosatello       | 7:63, 6:4         |

## Quelle
- ITF Homepage